# کاساس د دون گومس
کاساس د دون گومس (به اسپانیایی: Casas de Don Gómez) یک منطقهٔ مسکونی در اسپانیا است که در استان کاسرس واقع شده‌است. کاساس د دون گومس ۳۱٫۱۶ کیلومتر مربع مساحت دارد.